# أوغستا من رويس-إبرسدورف
أوغستا كارولينه صوفي من رويس-إبرسدوف (الألمانية[ ؟ ]:Gräfin Auguste Reuß zu Ebersdorf؛ زالبورغ-إبرسدورف؛ 19 يناير 1757 - 16 نوفمبر 1830؛ كوبورغ)؛ كانت من خلال الزواج دوقة ساكس-كوبرغ-زالفلد، ومنذ الولادة كانت كونتيسة لاحقا أصبحت أميرة رويس-إبرسدورف، وأيضا هي جدة الملكة فيكتوريا وزوجها الأمير ألبرت.

## السيرة الذاتية
كانت الثانية من سبعة أبناء لـ هاينريش الرابع والعشرون، كونت رويس-إبرسدورف وكارولينه إرنستينه من إرباخ-شونبرغ، كانت إبرسدورف مسقط رأسها معقلاً هاماً للحركة تقوية في تورينغيا، بحيث كانوا أجدادها من المعجبين والنشطين في هذه الحركة، وأيضا كانت عمتها إرمودث دوروثيا متزوجة من زايزندورف مؤسس المعاصر لـ الكنيسة المورافية، بحيث أثرت هذه الخلفيات على مشاعرها في السنوات اللاحقة.

## الزواج

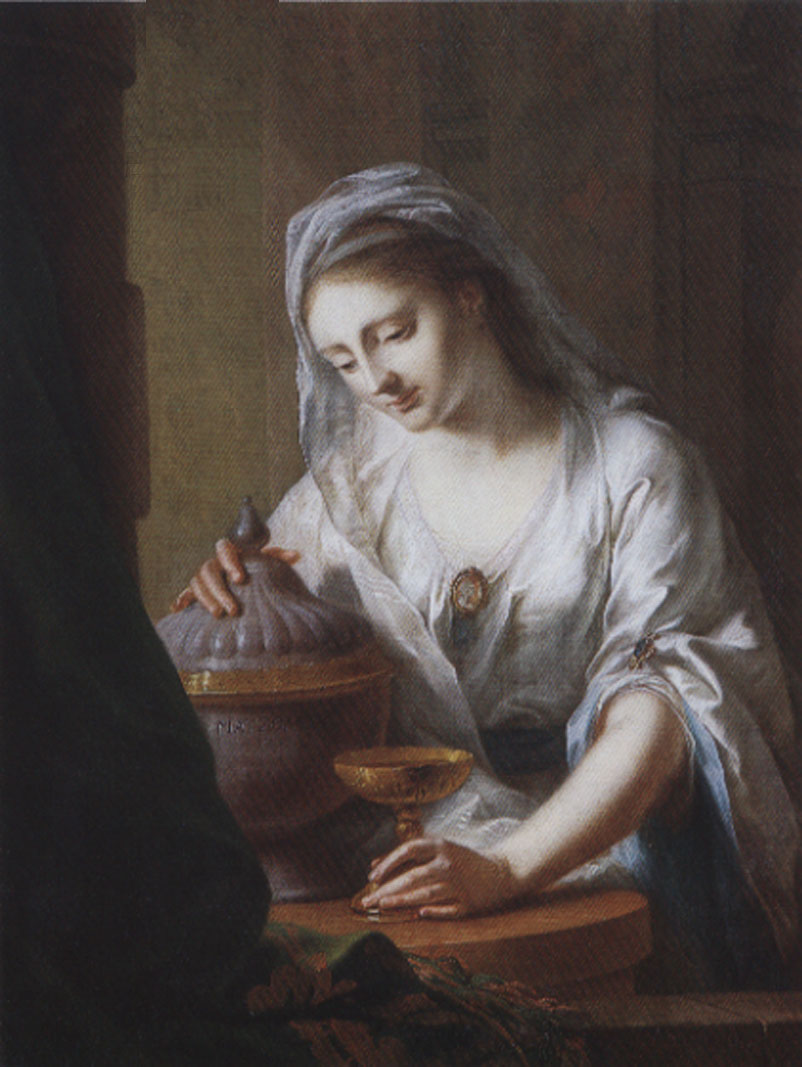
لوحة تشبيه أوغستا بـ آرتميسيا في 1777.

كانت أوغستا واحدة من أجمل النساء في عصرها، كلف والدها رسم بورتريه لابنته وهي تجسيد شخصية آرتميسيا (إحدى ملكات مملكة كاريا في العصور القديمة) تم رسمها من قبل يوهان هاينريش تيشبين، والدها هاينريش الرابع والعشرين كان يعرض صورة ابنته في صالة الطعام، لكي يقوم بترتيب زواج محتملة لها.
في إبرسدورف في 13 يونيو 1777 تزوجت من الأمير فرانتس فريدرخ أنطون من ساكس-كوبرغ-زالفلد، حصل الدوق فرانتس مسبقاً على لوحة أرتميسيا بأربعة أضعاف سعرها الأصلي، لأنه وقع في حب الأميرة، ومع ذلك اضطر للزواج من قريبته صوفي من ساكس هيلدبورغهاوزن؛ إلا أن زوجته هذه توفيت بعد سبعة أشهر من الزواج، وبذلك أصبح فرانتس حر في طلب يد حبيبته من جديد.
وأثناء زواجهما انجبت أوغستا له أحد عشر ابناً، ومعظمهم كانوا لهم أثر كبير في أنحاء أوروبا؛ واليوم يعتبرون من أجداد أوروبا.

## الأبناء
1. صوفي فريدريكا كارولينه لويزه (19 أغسطس 1778 - 8 يوليو 1835)؛ تزوجت من إيمانويل فون مينسدورف-بويلي.
2. أنطوانيته إرنستينه أماليه (28 أغسطس 1779 - 14 مارس 1814)، تزوجت من الدوق ألكسندر من فورتمبيرغ هو شقيق الإمبراطورة ماريا فيودوروفنا قرينة بافل الأول.
3. جولينه هنرييته أولريكه (23 سبتمبر 1781 - 15 أغسطس 1860)؛ تزوجت من الدوق الأكبر قسطنطين بافلوفيتش في روسيا.
4. ابن (1782).
5. إرنست الأول أنطون كارل لودفيغ، دوق ساكس-كوبرغ وغوتا (2 يناير 1784 - 29 يناير 1844)؛ خلف والده ثم اكتساب غوتا في 1826 وتنازل عن زالفلد، هو والد الأمير ألبرت.
6. فرديناند غيورغ أوغسطس (28 مارس 1785 - 27 أغسطس 1851)؛ هو والد فرناندو الثاني ملك البرتغال وجد فرديناند الأول ملك بلغاريا.
7. ماري لويزه فيكتوريا (17 أغسطس 1786 - 16 مارس 1861)؛ تزوجت مرتين أولا من إميش كارل، أمير لينينجن الثاني، ثم من إدوارد دوق كينت وستراثرن وهما والدا ملكة فيكتوريا.
8. ماريانه شارلوته (7 أغسطس 1788 - 23 أغسطس 1794).
9. ليوبولد الأول ملك بلجيكا (16 ديسمبر 1790 - 10 ديسمبر 1865)؛ جد الأكبر لـ ملوك بلجيكا، وأيضا هو والد كارلوتا، إمبراطورة المكسيك القرينة.
10. فرانتس ماكسيمليان لودفيغ (12 ديسمبر 1792 - 3 يناير 1793).